# Pitiüses

Localització de les Pitiüses respecte a les Illes Balears

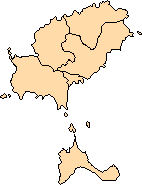
Municipis de les Pitiüses

Les Pitiüses són les illes d'Eivissa i Formentera amb els illots adjacents.

## Nom
En l'antigor eren anomenades així (Πιτυοῦσσαι, Pityūssai) entre els grecs, que les diferenciaven de les que ells anomenaven Gimnèsies, perquè no tenien poblament indígena o talaiòtic. Sembla que, en origen, Pitiüssa era el nom grec de l'illa d'Eivissa, posteriorment desplaçat pel púnic Ibošim i desplaçat al subarxipèlag d'Eivissa i Formentera.
El sufix -oussa és indicatiu dels noms imposats pels grecs a les illes i als territoris que fitaven les rutes mediterrànies de l'Adriàtic i el sud d'Itàlia fins a l'estret de Gibraltar entorn dels segles VII-VI aC, entre els quals Cromiüssa (Mallorca), Melussa (Menorca) i Ofiüssa (Formentera). Pel que fa al lexema del mot, es tracta del grec πίτυς 'pi', de manera que Pitiüsses significa 'illles plenes de pins'.

## Història[calcitació]
El primer poblament de les Pitiüses és pretalaiòtic, però misteriosament no té continuïtat en el temps amb l'època talaiòtica, i posteriorment al 1300 aC les illes estan despoblades. Els fenicis van ser els primers a repoblar-les, a la segona meitat del segle vii aC, i van anomenar la colònia que van fundar Ibošim. Més tard, l'Administració provincial romana va denominar insulae Pityussae el conjunt d'aquestes dues illes.
En l'actualitat formen part de les Illes Balears, topònim que ha acabat agafant tot el protagonisme. Fins al 2007 compartien el Consell Insular d'Eivissa i Formentera.

## Genètica i el possible origen jònic
En els últims anys s'han publicat una sèrie d'estudis al voltant de la genètica dels eivissencs. M. Ramon Juanpere conclou que les Illes Pitiüses són una de les tres poblacions genèticament diferenciables a les Balears: no se'n troben vincles ni amb la població catalana ni amb la valenciana, de forma oposada al que s'observa amb les poblacions mallorquina i menorquina. Pràcticament tampoc es veu cap connexió entre les Illes Pitiüses i les regions mediterrànies que les envolten, ni tan sols al nord d'Àfrica. Només uns pocs marcadors podien ser vinculats a poblacions del Mediterrani oriental, però no així la majoria. Així, doncs, Juanpere afirma que les Illes Pitiüses són una illa genètica i no tan sols geogràfica.
Altres estudis, analitzant el cromosoma Y, han trobat que un significatiu percentatge d'individus autòctons d'Eivissa pertanyien a un llinatge d'un grup humà extremadament rar. Així, un 17% dels individus analitzats pertanyien a l'extremament rar llinatge T1a1-L162(xL208); tots els participants en l'estudi traçaven els orígens de l'avi patern a Eivissa i tots ells amb cognoms típics eivissencs com, per exemple, Ribes. Altres estudis han estat publicats en els últims anys.
En un primer moment, genetistes com Spencer Wells del Projecte Genogràfic, postulaven un origen fenici d'aquest llinatge a Eivissa basant-se més en la història coneguda d'Eivissa que en fets genètics més enllà de l'extrema raresa d'aquest grup humà i coincidències fortuïtes. Però anàlisis més profundes d'aquest llinatge han descartat completament aquesta teoria. El llinatge patern T1a1-L162(xL208) s'ha pogut localitzar, exclusivament, en tres indrets del món: Eivissa, Giresun i Sardenya.
A Giresun, nord d'Anatòlia, s'ha trobat entre la població d'origen grec, també coneguts com a "grecs pòntics": aquests tracen la seva ascendència en colons provinents de Sinope, el lloc de naixement del filòsof Diògenes. Sinope, pel seu costat, va ser fundada per colons iònics provinents de Milet. D'altra banda, Sardenya fou poblada també per colons jònics, provinents aquests de Focea.
Un altre indici a favor d'un origen jònic d'aquest llinatge és el fet que el bust de Demèter trobat a Eivissa, pensat erròniament que pertanyia a la púnica Tànit, després de ser analitzat, ha resultat tenir partícules negres de terra volcànica originària de l'Etna, per la qual cosa es conclou que va ser fabricat a Sicília amb argila vermella típica de la Trinacria oriental. La Trinacria oriental també va ser colonitzada pels jònics. És acceptat que a Eivissa va existir el culte a Demèter.
El gener de 2019, una mostra única moderna procedent de Sinope ha estat revisada per l'equip de YFull.com que ha estimat en 2.600 anys l'edat de l'ancestre comú amb els membres de les Pitiüses. El llinatge s'ha anomenat T-Y152024. També aquest mateix gener, l'usuari de Vikipèdia "Liseranius" revisant els genomes antics i pertanyents al Neolític inicial, ha trobat que les mostres de Karsdorf amb 7.100 anys d'antiguitat i Malak Preslavets 7.600 anys d'antiguitat, pertanyen a aquest mateix grup humà de les Pitiüses, compartint ancestre 8.800 anys enrere des del present. Aquest ancestre és anomenat T-Y63197.